# Brigittenkloster Stralsund
Das Kloster Marienkrone war ein Kloster des Ordens der Brigitten in Stralsund von 1421 bis 1525.

## Lage
Das Kloster befand sich an der Kapelle St. Marien Magdalenen. Heute gibt es dort die Mariakronstraße.
Von der Kapelle sind Fundamentreste erhalten, ansonsten sind keine Gebäudereste bekannt.

## Geschichte
1421 wurde auf Initiative des Rates der Stadt Stralsund ein neues Kloster gegründet (nach dem Dominikaner- und dem Franziskanerkloster). Dazu wurden Nonnen und Mönche aus dem Brigittenklosters Marienwolde bei Mölln geholt. Sie bildeten ein Doppelkloster, in dem sie räumlich getrennt unter einem Dach wohnten.
Das Kloster erhielt in den folgenden Jahrzehnten umfangreiche Schenkungen und Stiftungen durch Bürger und den Rat.
1525 wurde es während des Stralsunder Kirchenbrechens formell aufgelöst. Der spätere Bürgermeister Bartholomäus Sastrow schrieb um 1595, man habe in Zerbrechung des Closters in den heimlichen Gemechern, auch sonst, Kinderkopffe, auch woll gantze Corperlein vorsteckt vnnd vorgraben befunden.
1554 wurden Steine der Gebäude für den Festungsbau der Stadt verwendet. 1560 wurden nach dem Tod der letzten Nonne die Besitzungen des Klosters an das Stralsunder St. Annen-Stift übergeben, das dann St. Annen und Brigitten hieß.
1616 wurde das letzte verfallene Gebäude des Brigittenklosters abgebrochen. Es wurden dort neue Fachwerkhäuser gebaut. Noch 1733 gab es einen Mariakronfriedhof.
1956 wurden bei archäologischen Ausgrabungen Fundamentreste der Kapelle entdeckt.